# Fuad Isgandarov (diplomate)
Fuad Isgandarov (en azéri: Fuad Eldar Oğlu İsgəndərov; né le 6 août 1961 à Bakou, en Azerbaïdjan) est un diplomate azerbaïdjanais. Depuis 2021, il est ambassadeur extraordinaire et plénipotentiaire dans la Confédération suisse et Principauté du Liechtenstein.

## Biographie et éducation
Fuad Eldar oghlu Isgandarov est diplômé Institut des relations internationales et du droit international de l'Université nationale de Kyiv. En novembre 1999, il rejoint le programme de formation en gestion de crise de l'Académie internationale des forces de l'ordre de Budapest, la capitale de la Hongrie. En 2001, il fréquente le programme de formation sur la Mer Noire à John F. Kennedy School of Government de l'Université Harvard.
En juillet 2002, Fuad Isgandarov participe à des cours sur l'application des lois organisés par le Département d'État américain et le Département américain de la Justice. En janvier 2006, il participe à un séminaire sur la stratégie militaire nationale au Centre européen d'études de sécurité George Marshall.

## Activités scientifiques
De 1983 à 1986, Fuad Iskandarov est professeur agrégé au Département d'économie politique de l'Université d'État d'économie d'Azerbaïdjan. Après une longue période, entre 2000 et 2003, il travaille comme professeur au Département des relations internationales et du droit international de l'Université d'État de Bakou.

## Activités politique et diplomatique
En avril 1995, F. Isgandarov travaille comme chef du Département d'information et d'analyse du ministère de la Sécurité nationale de la République d'Azerbaïdjan. De 2002 à 2006, il est vice-ministre de la Sécurité nationale de la République d'Azerbaïdjan. En 2006, il est nommé ambassadeur itinérant du ministère des Affaires étrangères de la République d'Azerbaïdjan et en 2006-2007, secrétaire général de la Commission nationale pour l'UNESCO de la République d'Azerbaïdjan.
De 2007 à 2012, Fuad Iskenderov est au poste de l’ambassadeur extraordinaire et plénipotentiaire de la République d'Azerbaïdjan auprès du Royaume des Pays-Bas. Du 25 septembre 2012 au 26 juillet 2021, il est Ambassadeur extraordinaire et plénipotentiaire de la République d'Azerbaïdjan auprès du Royaume de Belgique et du Grand-Duché de Luxembourg, chef du Bureau de représentation de la République d'Azerbaïdjan auprès de l'Union européenne. Depuis le 26 juillet 2021, il est ambassadeur extraordinaire et plénipotentiaire de la République d'Azerbaïdjanen en Suisse et à Liechtenstein.